# 飲 (中醫)
飲是中醫診斷學上的名詞，指體內的液體運行輸布失常，因而停留在體內某處所形成的病理產物。「飲」與痰性質相似，同為津液代謝障礙之病變，但狀態不同，「痰」較為混濁粘稠而「飲」較為清稀。雖然兩者不同，但俗稱上並不太區別此二者，常常合稱痰飲，乃至於醫生對不懂中醫的病患皆稱之為痰，或「水」。

## 名詞來源
「飲」最早見於《內經》。《素問‧五常致大論篇第七十》：「水飲內稽。」以及《素問‧六元正紀大論篇第七十一》：「太陰所至為積飲否隔。」到了東漢時期，醫聖張仲景又將之類型化，並整理出治療方法，將其寫在《金匱要略》的<痰飲咳嗽病脈證並治第十二>中，分為痰飲、懸飲、溢飲、支飲四種類型。雖然張仲景提出了痰與飲的概念，但並沒有提及兩者的區別。到了宋代的楊士瀛，在其所著之《仁齋直指方論》中，才稍微把兩者區分開來；他用「涕唾稠粘」來形容痰的粘稠性。書上所謂的「涕唾」，即今人所講的「痰」之一種。換言之，痰就是濃度較高，黏稠狀的液體。而在「飲」字前面加上「水」字，而成為水飲一詞，以表「飲」為濃度較低，呈清水的態樣。

## 「飲」的成因
中醫認為，「飲」形成的原因多為外感六淫、飲食不節偏嗜，或被七情所傷，使得肺、脾、腎及三焦等臟腑的氣化功能失常，產生水液代謝上的障礙，終致體內津液積滯於身體的某個地方。因為上面所述之器官，皆與體內水液的運輸有直接的關連性。 
在《世補齋醫全集》裏則說，「飲」這種病理現象的最初因素，乃在於陽氣不足，當陽不足時，陰氣即化水成病。換言之，體內的「水 （液體）」則會積累至身體某處而呈現病態。若陽氣充足，水本來就是身體所需之物，此時陰氣將水化成津液，以資灌溉全身，這自然就不成為病。此外，發病之原始點，一定是在胃上脘，陽氣不到之某處所，水會伏留在該處。飲停留一定時間後，則首先流到脅肋，橫在胸膈之間，繼之滲到心、肺，再往下入於脾臟肝臟，最後入注腎臟。 

## 「飲」的症狀
「飲」的病症好發於腸胃、胸脅、肌膚之間。大致上來說約有咳、喘、悸、眩、嘔、滿、腫、痛的症狀。若把「痰」所引發的病症也包括在內的話，則可導致各類不同病症，因為痰會隨氣而走，無處不到，堆積到何處，皆會產生各種病症，變化多端，乃至於導致頭昏目眩、心神被蒙、神昏譫妄，或引起癲、狂、癰等疾病。中醫上的各種疑難雜症，常常都與「痰」有關。
飲在五臟時之癥狀：
- 飲若在肝，則脅肋脹滿，打噴嚏時則因肋骨被牽動而動；
- 飲若在心，則心悸。又因心屬火，水火不容，故此時不欲飲水；
- 飲在脾，因為脾性怕濕，飲若在脾時，會覺得身體很重；
- 若飲在肺，則流涎沬。因肺無法將氣「清肅 」[註 3]，所以飲留在肺中的話，會覺得口渴。
- 飲在腎，由於腎本就藏水，若飲在腎時，水份過多則引起「臍下悸」，以及「奔豚」[註 4]的症狀。[6][7]

《金匱要略．痰飲咳嗽病脈證並治第十二》將「飲」區分為痰飲、懸飲、溢飲、支飲四者：
- 痰飲：水走腸間，瀝瀝有聲謂之；
- 懸飲：飲後水流在協下，咳唾引痛，謂之懸飲；
- 溢飲：飲水流行，歸於四肢，當汗出而不汗出，身體疼痛，謂之溢飲；
- 支飲：咳逆倚息，短氣不得臥，其形如腫，謂之支飲。[7]